# Dwa księżyce (zbiór opowiadań)
Dwa księżyce – zbiór opowiadań Marii Kuncewiczowej wydany w 1933 r. w Warszawie przez Towarzystwo Wydawnicze „Rój”.

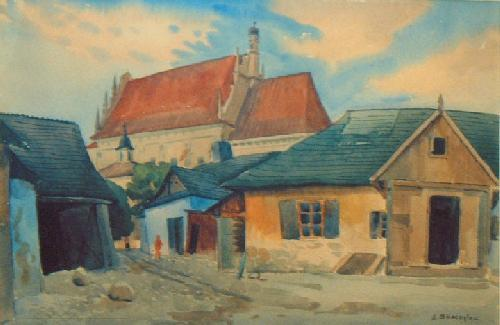
Widok z przedwojennego Kazimierza (mal. Wł. Skoczylas)

Obejmuje 20 utworów, których akcja osadzona jest w Kazimierzu nad Wisłą, i powiązanych ze sobą licznymi postaciami. Tytuł, pochodzący od początkowego opowiadania zbioru, nawiązuje do odmiennego rytmu życia oraz widzenia świata symbolizowanego przez księżyc oświetlający nocny Kazimierz:

Mena odezwała się:
– Księżyc był czerwony, kiedy tamci ludzie szli spać... Teraz jest biały. Zupełnie inny. Czy też tamci wiedzą, jak wygląda biały księżyc?
Jeremi odpowiedział:
– Może w ogóle są dwa księżyce... Jeden dla tamtych, drugi – tylko dla nas.

W tym rozwinięciu tematyki kazimierskiej zawartej w twórczości Adolfa Rudnickiego i Hanny Mortkowicz-Olczakowej, pisarka stworzyła swoisty dokument egzotycznej przeszłości miasteczka, już wtedy popularnego wśród artystycznej elity i letników z miejskiej socjety. W oderwanych szkicach układających się mimo to w spójną całość, z umiejętnością wrażliwego obserwatora przedstawiła wakacyjną koegzystencję barwnego żywiołu artystów oraz miejscowej szarzyzny polsko-żydowskiej.

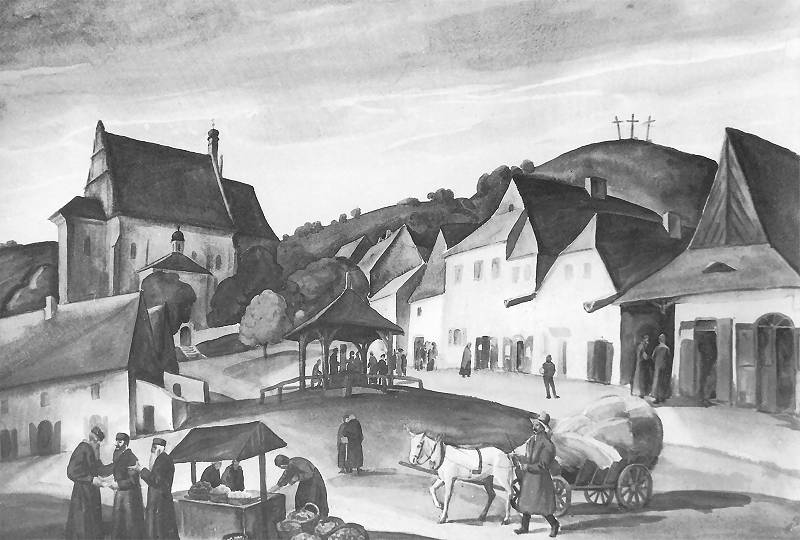
Rynek w Kazimierzu (mal. Wł. Skoczylas, ok. 1931)

Miasteczko było maleńkie. Komiczne i bardzo smutne. Oglądając jego kukiełkowe sprawy, miało się wrażenie, że za murami szczerbatego zamku, który bielał na górze, dymi krater wulkanu, przysypany kwiatami i śmieciem. (...) Na uliczkach i placykach stała nędza po pas. Ludzie brodzili w niej jak w czystej wodzie. Kobiety cały dzień nawoływały jedną kurę albo płukały jedną koszulę, albo pytały o jedno zdarzenie. Mężczyźni ziewali zginając grzbiet i pluli prostując. Dzieci było więcej niż godzin we wszystkich nocach. Wszędzie leżały nie dotknięte roboty i słowa spleśniałe bez echa.

Dlatego o rzeczywistości ukazanej w książce, ocenianej nawet jako „surowa i okrutna”, Hanna Kister pisała: „Tym przede wszystkim jest w książce Kuncewiczowej Kazimierz: piękną i zarazem koszmarną scenografią, groteskowym połączeniem dziwności i realizmu, szokującą wymianą dwóch spektakli: prawdziwego życia stałych mieszkańców miasteczka i teatru cieni, żywych obrazów, rapsodycznego gestu przyjezdnych artystów”.
W VI wydaniu powojennym opowiadania uzupełniono 10 tekstami autorki z „Teki kazimierskiej”, drukowanymi w prasie przedwojennej.
W 1993 r. na podstawie tego zbioru powstał film Dwa księżyce w reżyserii Andrzeja Barańskiego, w którego scenariuszu wykorzystano 19 opowiadań (z pominięciem utworu Majowe stadło). Subtelniejszy lirycznie film daje też pogodniejszy, momentami humorystyczny obraz życia miasteczka niż zawarty w opowiadaniach Kuncewiczowej.